# Leendert van Dis
Leendert Van Dis, né le 20 août 1944 à Amsterdam, est un rameur d'aviron néerlandais. 

## Carrière
Leendert Van Dis participe aux Jeux olympiques d'été de 1968 à Mexico et remporte la médaille d'argent en deux de couple avec son coéquipier Henricus Droog.